# Live at WOMAD 1982
Live at WOMAD 1982 ist das siebte Live- und das fünfundzwanzigste Album insgesamt des englischen Singer-Songwriters und Rock-Musikers Peter Gabriel und wurde am 1. August 2025 mit einem Pre-Release des Songs The Rhythm of the Heat als digitale Single angekündigt. Die vollständige Ausgabe des Albums erschien am 8. August 2025. Die Veröffentlichung erfolgte von Real World Records auf allen digitalen Plattformen, wie zum Beispiel auf Bandcamp auf dem Kanal von Peter Gabriel.

## Hintergrund
WOMAD (World of Music, Arts and Dance) wurde 1980 von Peter Gabriel zusammen mit Thomas Brooman, Bob Hooton, Mark Kidel, Stephen Pritchard, Martin Elbourne und Jonathan Arthur gegründet. Das zentrale Ziel von WOMAD ist es, die vielfältigen Formen von Musik, Kunst und Tanz aus aller Welt zu feiern und das Bewusstsein für den Wert und das Potenzial einer multikulturellen Gesellschaft zu schärfen.

## Entstehung und Veröffentlichung
Das allererste WOMAD-Festival mit dem Fokus auf Musik und Kunst aus aller Welt, gemischt mit Rock und Jazz fand an dem Wochenende vom 16. bis 18. Juli 1982 auf dem 240 Hektar großen Royal Bath and West Showground in Somerset statt. Es beinhaltete den Traum, „Weltmusik nicht nur als Beigabe zu einem Rockfestival zu präsentieren, sondern zu beweisen, dass diese großartigen Künstler selbst Headliner sein können“, traten an drei Tagen auf fünf Bühnen 60 Bands aus über 20 Ländern auf; darunter The Drummers of Burundi, Pigbag, Salsa de Hoy, Simple Minds, Musicians of the Nile, Echo & the Bunnymen, Prince Nico Mbarga, Rip, Rig and Panic oder The Beat. Peter Gabriel spielte mit seiner Band eine Mischung aus altem und neuem Material. Er sagte darüber, dass er „normalerweise wegen der vielen neuen Titel sehr nervös gewesen wäre, die sie zum ersten Mal spielten, er aber mit seinen Gedanken ganz mit der Organisation des allerersten WOMAD-Festivals und der drohenden finanziellen Katastrophe beschäftigt, auf die es zusteuerte.“ Da WOMAD sich einzigartig auf Musik und Kunst aus aller Welt konzentrierte und diese mit Rock und Jazz mischte, wusste niemand, wie viele Menschen kommen würden, und Gabriel und seine Mitstreiter hatten ihre Anziehungskraft deutlich überschätzt. Aber „diejenigen, die sich entschlossen hatten, WOMAD und sein seltsames und wunderbares Programm zu besuchen, waren aufgeschlossen, mutig und neugierig – ein großartiges Publikum“. An dem Freitagabend der drei Konzerttage trat Peter Gabriel mit seiner Band und mit einem „speziellen Festival-Set mit Nicht-Album-Material“ neben den Simple Minds und der Gesangs- und Tanzgruppe Tian Jin aus China in dem Showering Pavillon auf dem Festivalgelände auf. Der Manager Tony Smith von Gabriels ehemaliger Band Genesis riet der Band im Oktober desselben Jahres für das „Six Of The Best“-Konzert im Milton Keynes Bowl wieder mit Gabriel zusammenzukommen, um die finanzielle Belastung durch das WOMAD-Festival für diesen zu verringern.
Das Album Live at WOMAD 1982 ist eine Aufnahme des WOMAD-Auftritts von Gabriel im Jahr 1982. Bei den Nicht-Album-Songs zu diesem Zeitpunkt handelte es sich um sieben der acht Songs, aus denen das Album Peter Gabriel (Security) besteht, das zwei Monate später veröffentlicht wurde. Lediglich der Titel Wallflower fehlte bei der Setlist des WOMAD-Konzerts von Peter Gabriel. Diese neuen Titel wurden an diesem Tag zum ersten Mal live vor Publikum gespielt. Auf der Bühne wurde Gabriel von David Rhodes (Gitarre), John Giblin (Bass), Larry Fast (Synthesizer), Jerry Marotta (Schlagzeug), Peter Hammill (Gitarre, Gesang) und der Drum- und Tanzgruppe Ekomé aus Bristol (Schlagzeug, Perkussion), begleitet. Ausschnitte des Auftritts wurden im Rahmen einer Folge der South Bank Show gezeigt, die die Entstehung des Albums Peter Gabriel 4 (Security) zum Thema hatte.
Am 29. Juli 2022 veröffentlichte Real World Records das Kompilations-Album A World Of Music Arts & Dance mit Liveaufnahmen des allerersten WOMAD Festivals von 1982 unter anderem mit restaurierten Aufnahmen von Robert Fripp, Peter Hammill, den Simple Minds, The Chieftains und Künstlern der Weltmusik wie The Drummers of Burundi, The Musicians of the Nile und Ekomé. Von Peter Gabriel waren die beiden Lieder I Have the Touch und Biko auf diesem Album enthalten.
Überraschend wurde am 1. August 2025 die Veröffentlichung des Sets von Peter Gabriel als Livealbum mit dem Titel Live at WOMAD 1982 angekündigt. Enthalten sind auch die sieben Songs, die Gabriel mit seiner Band am Freitagabend des WOMAD-Festivals spielten und die zu diesem Zeitpunkt noch nicht veröffentlicht waren. Diese wurden erst am 6. September 1982 erstmals auf seinem vierten Album Peter Gabriel (Security) veröffentlicht. Eine Veröffentlichung auf „physischen Tonträgern“ ist darüber hinaus vorgesehen. Informationen darüber wurden für einen späteren Zeitpunkt angekündigt. Das Album erschien am 8. August 2025 zum Download und Streaming auf allen digitalen Plattformen. Es dokumentiert sowohl die Geburtsstunde des WOMAD-Festivals als auch die Premiere des Albums Peter Gabriel (Security).

## Titelliste
Alle Lieder wurden von Peter Gabriel geschrieben. Die Aufnahme von The Rhythm of the Heat wurde am 1. August 2025 zum Pre-Release als Single veröffentlicht.
1. San Jacinto – 06:40
2. The Family and the Fishing Net – 06:49
3. I Have the Touch – 05:21
4. Lay Your Hands on Me – 06:20
5. Shock the Monkey – 06:02
6. I Go Swimming – 05:43
7. The Rhythm of the Heat – 7:11
8. Kiss of Life – 04:29
9. Biko – 07:11

Gesamtspielzeit: 55:46

## Mitwirkende
(Quelle: )

### Musiker
- Ekomé – Schlagzeug, Perkussion
- Larry Fast – Synthesizer
- Peter Gabriel – Hauptgesang, Keyboards
- John Giblin – Bassgitarre
- Peter Hammill – E-Gitarre, Begleitgesang
- Jerry Marotta – Schlagzeug
- David Rhodes – E-Gitarre

### Technisches Personal
- Matt Colton – Mastering in den Metropolis Studios
- Peter Gabriel – Produktion, Songwriting
- Tom Oliver – Mixing